# بخش رانیپت
بخش رانیپت (به انگلیسی: Ranipet district) یک بخش در هند است که در تامیل نادو واقع شده‌است.